# Всеобщие выборы в Кот-д’Ивуаре (1975)
Всеобщие выборы в Кот-д’Ивуаре проходили 16 ноября 1975 года. На них избирались президент и депутаты Национального собрания. Количество мест парламента было увеличено на 20 мест до 120 депутатов. Демократическая партия Кот-д'Ивуара была единственной политической партией при существовавшей в стране однопартийной системе. Феликс Уфуэ-Буаньи безальтернативно избран президентом. Явка составила 99,3% на парламентских выборах и 99,8% — на президентских.

## Результаты

### Президентские выборы
| Кандидат                            | Партия                              | Голоса    | %    |
| ----------------------------------- | ----------------------------------- | --------- | ---- |
| Феликс Уфуэ-Буаньи                  | Демократическая партия              | 2 404 905 | 100  |
| Недействительных/пустых бюллетеней  | Недействительных/пустых бюллетеней  | 502       | –    |
| Всего                               | Всего                               | 2 405 407 | 100  |
| Зарегистрированных избирателей/Явка | Зарегистрированных избирателей/Явка | 2 410 042 | 99,8 |
| Источник: Nohlen et al.             |                                     |           |      |

### Парламентские выборы
| Партия                              | Голоса    | %    | Мест | +/– |
| ----------------------------------- | --------- | ---- | ---- | --- |
| Демократическая партия              | 2 390 566 | 100  | 120  | +20 |
| Недействительных/пустых бюллетеней  | 2 453     | –    | –    | –   |
| Всего                               | 2 393 019 | 100  | 120  | +20 |
| Зарегистрированных избирателей/Явка | 2 410 042 | 99,3 | –    | –   |
| Источник: Nohlen et al.             |           |      |      |     |